# Manuel Ruz
Manuel Ruz Baños, comúnmente llamado Ruz (5 de abril de 1986 en el barrio de Benimámet-Valencia, España), es un futbolista español. Jugaba como lateral derecho y por problemas de corazón tuvo que dejar de jugar a fútbol.
Debutó en 2004 con el Valencia CF, haciendo 5 apariciones en 2 temporadas. En 2005, es cedido al Gimnastic de Tarragona donde estuvo dos temporadas, hasta que se fue, también cedido, al recién creado Granada 74. En 2009 fue traspasado a las filas del equipo alicantino Hércules CF. En el verano de 2010, abandona el Hércules CF para incorporarse nuevamente en las filas del Gimnàstic de Tarragona. En julio de 2012 ficha por el Xerez CD a las órdenes de Esteban Vigo.
Manuel es internacional en todas las categorías inferiores de la selección española, llegando a ser una vez subcampeón del mundo y otra subcampeón de Europa. 

## Clubes
| Club                   | País   | Año       | Partidos | Goles |
| ---------------------- | ------ | --------- | -------- | ----- |
| Valencia Mestalla      | España | 2004-2005 | 24       | 0     |
| Valencia CF            | España | 2004-2005 | 3        | 0     |
| Gimnástic de Tarragona | España | 2005-2007 | 55       | 0     |
| Granada 74             | España | 2007-2008 | 34       | 0     |
| Hércules CF            | España | 2008-2010 | 21       | 0     |
| Gimnàstic de Tarragona | España | 2010-2012 | 23       | 0     |
| Xerez CD               | España | 2012-2013 | 7        | 0     |